# New Jersey Devils
New Jersey Devils este o echipă profesionistă americană de hochei pe gheață cu sediul în Newark, New Jersey. Devils concurează în Divizia Metropolitană a Conferinței de Est din NHL. Clubul a fost fondat sub numele de Kansas City Scouts în Kansas City, Missouri, în 1974. Scouts s-a mutat la Denver în 1976 și a devenit Colorado Rockies. În 1982, s-a mutat în East Rutherford, New Jersey și și-a luat numele actual. În primele 25 de sezoane petrecute în New Jersey, Devils au avut sediul la Meadowlands Sports Complex din East Rutherford și au jucat meciurile de pe teren propriu la Brendan Byrne Arena (redenumită ulterior Continental Airlines Arena). Înaintea sezonului 2007-2008, Devils s-a mutat la Prudential Center din Newark.
Franciza a avut o evoluție de la slabă la mediocră în cei opt ani de dinaintea mutării în New Jersey, un tipar care a continuat în primii cinci ani în New Jersey, deoarece nu a reușit să ajungă în playoff-ul Cupei Stanley și nu a terminat niciodată mai sus de locul cinci în divizia lor, care avea șase echipe la acea vreme. Norocul lor a început să se schimbe în urma angajării președintelui și managerului general Lou Lamoriello în 1987. Sub conducerea lui Lamoriello, Devils a ajuns în playoff de douăzeci și unu de ori între 1988 și 2012, având 13 calificări la rând între 1997 și 2010, și a terminat cu un palmares câștigător în fiecare sezon între 1992-93 și 2009-10. A câștigat titlul sezonului regulat al Diviziei Atlantic de nouă ori, cel mai recent în 2009-10, înainte de a se transfera în nou creata Divizie Metropolitană ca parte a realinierii NHL în 2013. Devils au ajuns de cinci ori în finala Cupei Stanley, câștigând în 1994-95, 1999-2000 și 2002-03, și pierzând în 2000-01 și 2011-12.
Devils are o rivalitate cu vecinii lor de peste râul Hudson, New York Rangers, precum și cu Philadelphia Flyers. Devils sunt una dintre cele trei echipe din NHL din zona metropolitană New York; celelalte sunt Rangers și New York Islanders. Este una dintre cele patru echipe sportive profesioniste importante care își dispută meciurile de pe teren propriu în New Jersey; celelalte sunt New York Giants și New York Jets din National Football League și New York Red Bulls din Major League Soccer. De la relocarea echipei New Jersey Nets în Brooklyn în 2012, Devils a fost singura echipă din ligile majore, indiferent de sport, care se afișează ca reprezentând statul New Jersey.